# José María de Pereda

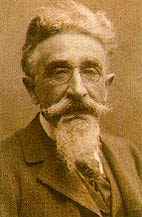
José María de Pereda.

José María de Pereda (Polanco, 6 febbraio 1833 – Santander, 1º marzo 1906) è stato uno scrittore spagnolo.

## Biografia
Ultimo di una numerosissima famiglia, di genitori conservatori e ferventi cattolici, José María de Pereda frequenta a Madrid l'Accademia di Artiglieria, che poi abbandona per scegliere definitivamente la letteratura. A partire dal 1858 collaborò lungamente con la rivista “L'ape della montagna”, poi con altri fondò la rivista letteraria Lo zio Gaetano. Si reca, come d'abitudine per gli scrittori, per un breve periodo a Parigi. Dal 1871 i suoi scritti iniziano ad incontrare i favori della critica. Nel 1878 esce il suo scritto polemico antirivoluzionario Don Gonzalo Gonzales de la Gonzaler.
Contro questo spirito dei tempi Di Pereda auspica un ritorno alle antiche tradizioni popolari asturiane. Si batte per queste e fonda la rivista “L'Atlantico”. Nel 1894 mentre scrive Il richiamo della montagna (Penas arriba) lo abbatte la tragedia del suicidio del suo unico figlio Juan Manuel alla cui santa memoria dedicherà l'opera. Fervente carlista, venne eletto deputato alle Cortes e successivamente gli viene offerta la candidatura a senatore. Morirà nel 1906 per un attacco di angina pectoris.
Sia nell'attività letteraria che in quella politica si ispirò ad ideali antiliberali e conservatori. Visse sempre nella sua provincia e, nel suo ambito regionalista, fu tra i massimi scrittori spagnoli del suo tempo. I suoi romanzi che ebbero maggior successo si ispirano direttamente e liberamente alla vita della sua gente in ambientazioni montane e marine, come in Sotileza del 1885.

## Opere
- Al primer vuelo: Idilio vulgar, illustrazioni di Apeles Mestres, Barcellona, 2 volumi, 1891.
- Baños del sardinero.
- Blasones y talegas, Madrid, Edizioni Biblioteca Patria, 189- ?
- Bocetos al temple - Bozzetti a tempera, bozzetto tradizionalista, del 1876.
- Buena gloria.
- El buey suelto... Cuadros edificantes de la vida de un solterón - Il bue in libertà... immagini edificanti della vita di uno scapolo, del 1878, scritto contro la Physiologie du mariage, di Balzac.
- De tal palo tal astilla, Madrid, Fondazione Manuel Tello, 1880.
- Don Gonzalo González de la Gonzalera, Madrid, Suárez, 1878, scritto contro la politica democratica.
- Ensayos dramàticos - Saggi drammatici, del 1869.
- Un joven distinguido y otros tipos trashumantes.
- Leva y otros cuentos.
- La Montálvez, Madrid, Fondazione Manuel Tello, 1888.
- Nubes de estío, Madrid, Fondazione Manuel Tello, 1891.
- Pedro Sánchez, Madrid, Fondazione Manuel Tello, 1883.
- Pachín González, Madrid, Viuda e Hijos de Tello, 1896.
- Peñas arriba - Il richiamo della montagna, Madrid, 1895.
- Para ser un buen arriero, Madrid, Rodríguez Serra, 1900.
- La puchera - Il minestrone, Madrid, Fondazione Manuel Tello, 1889.
- El sabor de la tierruca. Copias del natural, illustrazioni di Apeles Mestres. Grabados de C. Verdaguer, Barcellona, Biblioteca delle lettere e delle arti, 1882.
- Sotileza, Madrid, Fondazione Manuel Tello, 1885
- Tipos y paisajes - Tipi e paesaggi, scene campagnole, del 1871.